# Gruna do Cantinho
A Gruna do Cantinho é uma caverna localizada na cidade de Andaraí, na Chapada Diamantina, região central do estado brasileiro da Bahia.

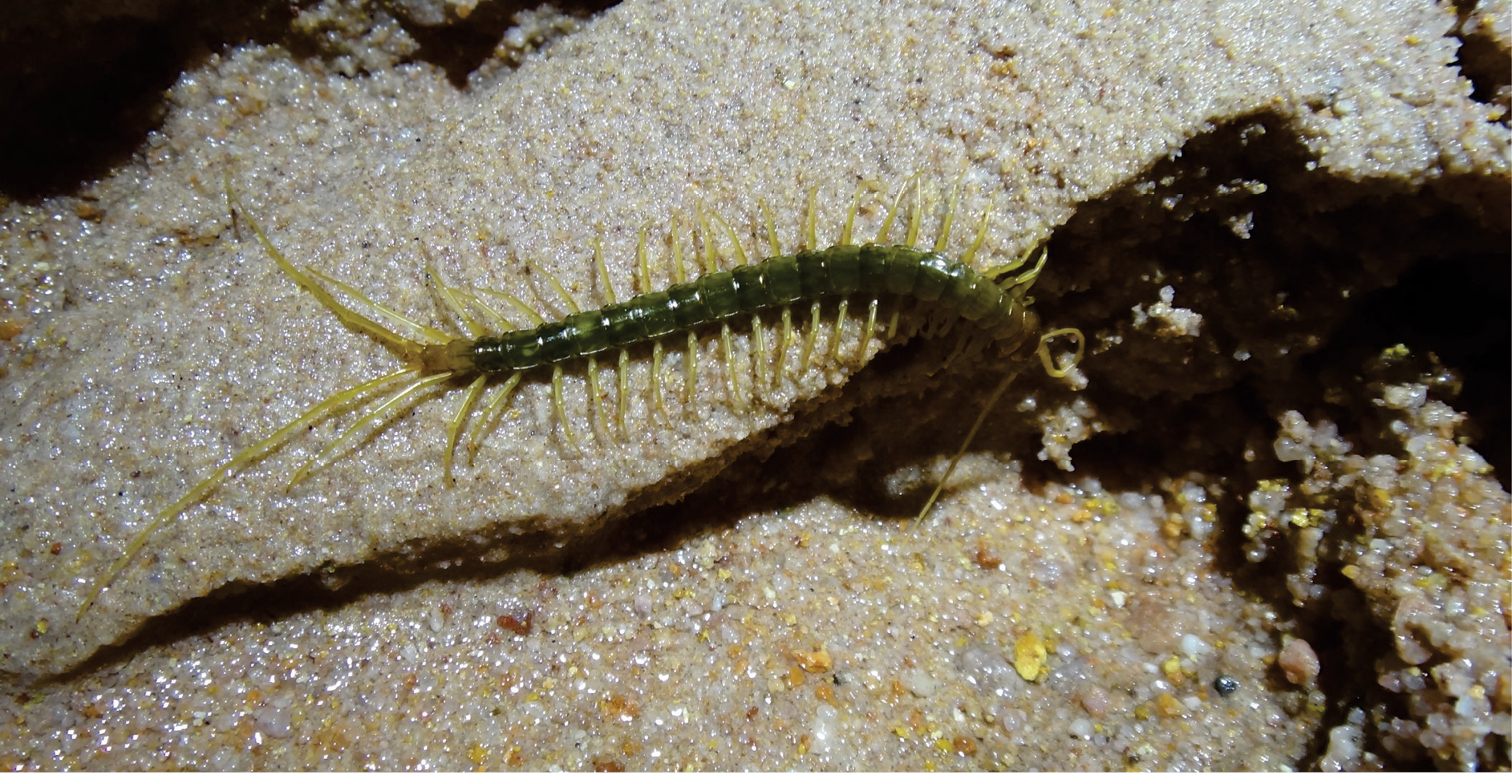
S. troglocaudatus da Gruna do Cantinho

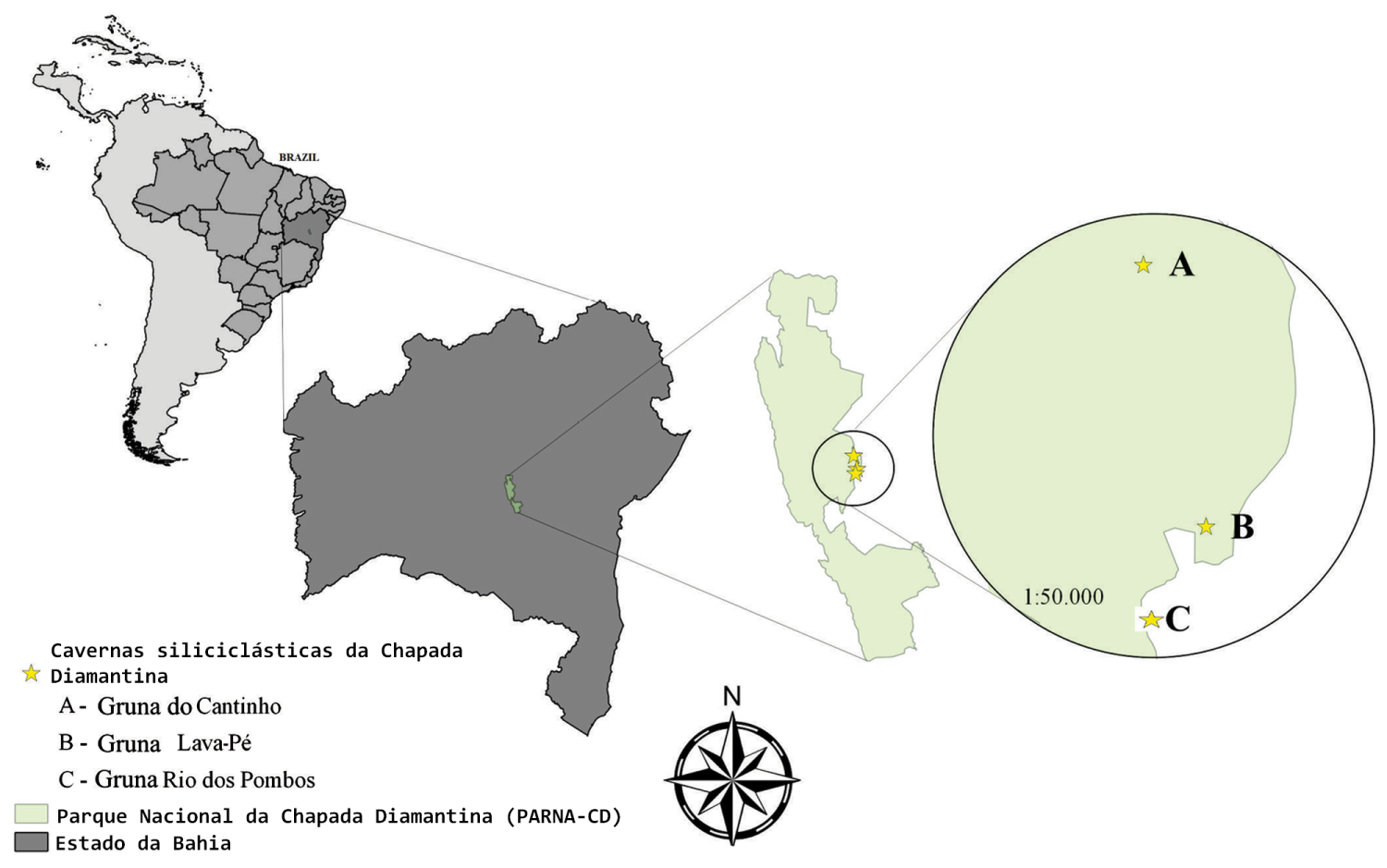
Mapa registrando, no PARNA-CD (em verde):
A. Gruna do Cantinho; B. Gruna Lava-Pé; C. Gruna Rio dos Pombos

É uma caverna siliciclástica e de quartzo, integrante da zona geológica do Grupo Chapada Diamantina da era Mesoproterozoica, e como outras da mesma área formou-se pela erosão das partes macias da rocha pela água das chuvas que, penetrando nas falhas, criou as maiores aberturas como a Gruna do Cantinho.
Foi, assim como as demais grutas da região, duramente impactada pela ação do garimpo de diamantes que durou até o começo da década de 1990 e, a partir desse período, com menor intensidade em razão da criação do Parque Nacional da Chapada Diamantina, onde está inserida.
Ali, em março de 2012, os pesquisadores "Maria Elina Bichuette e Jonas Gallão encontraram pequenas centopeias (lacraias)" pela primeira vez e, a partir de então, novas pesquisas foram realizadas onde Bichuette e o experto Amazonas Chagas-Jr identificaram nova espécie troglóbia que foi batizada de Scolopocryptops troglocaudatus.